# مزرعه (اداره)
«مزرعه» هفدهمین قسمت از فصل نهم مجموعه تلویزیونی کمدی آمریکایی «اداره» و در مجموع صد و نود و سومین قسمت مجموعه است. این قسمت در ابتدا در ۱۴ مارس ۲۰۱۳ از ان‌بی‌سی پخش شد. در این قسمت بازیگران مهمانی مانند ماهاندرا دلفینو، مت ال جونز، توماس میدلتیچ، بلیک گرت روزنتال، دیوید کوچنر، آلن هاوی، نورا کرک پاتریک، ماری گلیس و مایکل شور ایفای نقش می‌کنند.
این مجموعه - به گونه ای که گویی یک مستند واقعی است - زندگی روزمره کارمندان اداره‌ای در اسکرانتون، پنسیلوانیا، شعبه شرکت خیالی داندر میفلین را روایت می‌کند. این قسمت مربوط به دوایت شروت (رین ویلسون) است که در مراسم خاکسپاری خاله‌اش در مزارع شروت، جایی که خانواده اش دوباره به هم می‌پیوندند، شرکت می‌کند. در همین حال، تاد پکر (دیوید کوچنر) با ادعای مردی اصلاح شده اما با داشتن نقشه‌ای به اداره برمی گردد.
«مزرعه» در اصل به عنوان یک قسمت آزمایشی برای یک سریال اسپین‌آف پیشنهادی با بازی ویلسون در نقش دوایت شروت تولید شد، که در نهایت ان‌بی‌سی آن را تأیید نکرد. این قسمت بیشتر مورد انتقادات منفی منتقدان تلویزیونی قرار گرفت، بسیاری از انتقادات از خط داستانی مزرعه دوایت و برخی منتقدان آن را «اپیزود فرانکنشتاین» خواندند. این قسمت توسط ۳٬۵۴ میلیون بیننده مشاهده شد و در بزرگسالان بین ۱۸ تا ۴۹ سال امتیاز ۱٬۹ از ۵ را کسب کرد. این قسمت در گاهشمار در رتبه چهارم قرار گرفت و بیشترین رتبه را در میان سریال‌های شبانه ان‌بی‌سی داشت.

## تولید

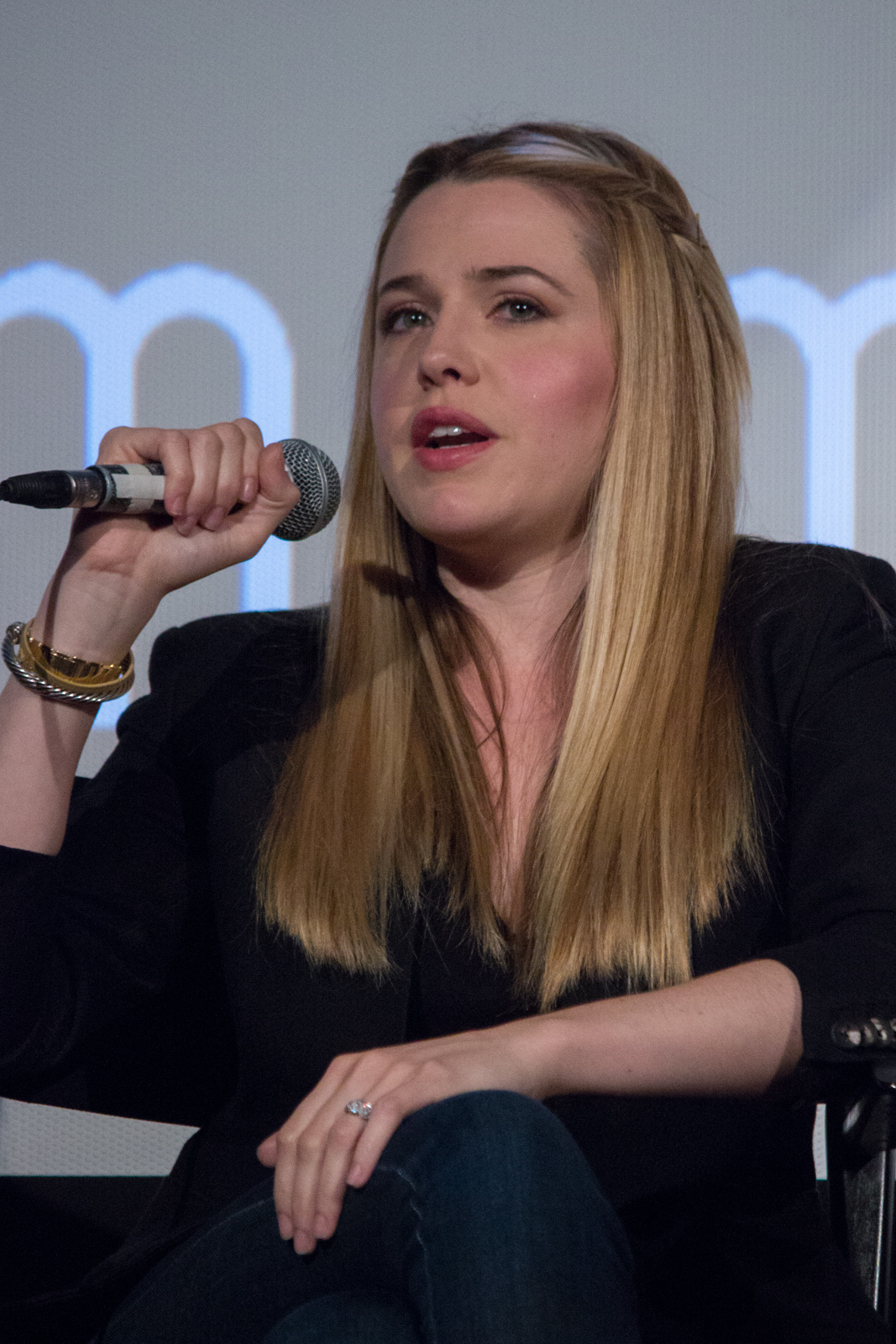
ماهاندرا دلفینو به عنوان خواهر دوایت و بازیگر مهمان بازی کرد.

این قسمت توسط تهیه‌کننده اجرایی و شورانر پیشین پل لیبرشتاین نوشته و کارگردانی شده‌است، و این سیزدهمین تجربه نویسندگی، ششمین تجربه کارگردانی و چهارمین تجربه دوگانه او را نشان می‌دهد. در اصل «مزرعه» قرار بود قسمت پنجم این فصل باشد، اما همان‌طور که توسط شماره تولید آن مشخص شد، هفدهمین قسمت از آن پخش شد. در ابتدا قرار بود که به عنوان یک قسمت آزمایشی برای یک مجموعه اسپین‌آف قرار بگیرد. این اسپین‌آف همچنین مزرعه نام داشت و بر داستان دوایت تمرکز می‌کرد. به این ترتیب، ویلسون در ابتدا قرار بود که تنها ۱۳ قسمت از فصل نهم اداره را پیش از ترک برای اسپین‌آف بازی کند. پل لیبرشتاین، شورانر اداره برای فصل‌های پنج تا هشت، در ابتدای فصل نهم استعفا داد تا انرژی بیشتری را روی اسپین‌آف بالقوه متمرکز کند. با این حال، پس از بررسی، اسپین آف توسط ان‌بی‌سی انتخاب نشد. گرگ دنیلز، تهیه‌کننده اجرایی، فاش کرد که این قسمت دارای بخش‌های اضافی خواهد بود تا در فصل بهتر جا بیفتد، زیرا نسخه اصلی حاوی «جنبه‌های خاصی بود که برای قسمت آزمایشی مجموعه نو مناسب بود».